# Kabinett Disraeli II
Das Kabinett Disraeli II wurde im Vereinigten Königreich Großbritannien und Irland am 20. Februar 1874 von Premierminister Benjamin Disraeli von der Conservative Party gebildet und löste das Kabinett Gladstone I ab. Es befand sich bis 1880 im Amt und wurde dann durch die zweite Regierung Gladstone abgelöst.

## Kabinettsmitglieder
Dem Kabinett gehörten folgende Mitglieder an:
| Amt                              | Amtsinhaber | Beginn der Amtszeit                            | Ende der Amtszeit                            |
| -------------------------------- | --- | ---------------------------------------------- | -------------------------------------------- |
| Premierminister                  | Benjamin Disraeli | 20. Februar 1874                               | 23. April 1880                               |
| Erster Lord des Schatzsamtes     | Benjamin Disraeli | 20. Februar 1874                               | 23. April 1880                               |
| Lordkanzler                      | Hugh Cairns, 1. Baron Cairns | 20. Februar 1874                               | 23. April 1880                               |
| Präsident des Geheimen Kronrates | Charles Gordon-Lennox, 6. Duke of Richmond                                                                                      | 20. Februar 1874                               | 23. April 1880                               |
| Lordsiegelbewahrer               | James Howard Harris, 3. Earl of Malmesbury Benjamin Disraeli, 1. Earl of Beaconsfield Algernon Percy, 6. Duke of Northumberland | 21. Februar 1874 12. August 1876 2. April 1878 | 12. August 1876 2. April 1878 23. April 1880 |
| Innenminister                    | Richard Cross | 21. Februar 1874                               | 23. April 1880                               |
| Außenminister                    | Edward Stanley, 15. Earl of Derby Robert Gascoyne-Cecil, 3. Marquess of Salisbury                                               | 21. Februar 1874 2. April 1878                 | 27. März 1878 18. April 1880                 |
| Kolonialminister                 | Henry Herbert, 4. Earl of Carnarvon Michael Hicks Beach                                                                         | 21. Februar 1874 4. Februar 1878               | 4. Februar 1878 21. April 1880               |
| Kriegsminister                   | Gathorne Gathorne-Hardy Frederick Stanley                                                                                       | 21. Februar 1874 2. April 1878                 | 2. April 1878 21. April 1880                 |
| Minister für Indien              | Robert Gascoyne-Cecil, 3. Marquess of Salisbury Gathorne Gathorne-Hardy, 1. Viscount Cranbrook                                  | 21. Februar 1874 2. April 1878                 | 2. April 1878 21. April 1880                 |
| Erster Lord der Admiralität      | George Ward Hunt William Henry Smith                                                                                            | 4. März 1874 14. August 1877                   | 29. Juli 1877 18. April 1880                 |
| Schatzkanzler                    | Stafford Northcote | 21. Februar 1874                               | 21. April 1880                               |
| Postminister                     | John James Manners | 21. Februar 1874                               | 23. April 1880                               |
| Chefsekretär für Irland          | Michael Hicks Beach | 12. August 1877                                | 15. Februar 1878                             |
| Handelsminister                  | Dudley Ryder, 3. Viscount Sandon                                                                                                | 4. April 1878                                  | 21. April 1880                               |